# Failliet op krediet
 Failliet op krediet  is een boek, dat de Nederlandse faillissementsgolf in de jaren 1980-1984 analyseert. Het is geschreven door Pieter Lakeman en economisch journaliste en latere econome Pauline van de Ven. De ondertitel luidt: 'De rol van de banken in Nederland'.
De opzet van Van de Ven, die eerder de econoom Eduard Bomhoff en jurist-econoom en voormalig Ogem-curator H.P.J. Ophof had benaderd, was te onderzoeken of de voorrangspositie die de Nederlandse Faillissementswet aan banken toekent, een faillissements-cascade kon oproepen die Nederland opzadelde met een - in vergelijking met naburige landen - relatief langdurige en ernstige werkloosheid en terugval van het bruto nationaal product (BNP) in tijden van laagconjunctuur. Deze hypothese kon cijfermatig deels hard worden gemaakt. De cijfers suggereerden een hogere achtergelaten schuld aan handelscrediteuren. Dit resulteerde echter niet in een beduidend hoger aantal faillissementen. Hoewel niet statistisch significant, was de toename van de werkloosheid in de periode 1981 tot en met 1984 in Nederland wel hoger dan elders. Ook was over de gehele periode 1980-1984 gezien de groei van het Nederlandse BNP met 1,1% significant lager dan elders.
In de samenwerking met econometrist en SOBI-voorzitter Lakeman onderging het macro-onderzoek een bedrijfseconomische uitbreiding die tal van andere zaken aan de oppervlakte bracht die eveneens een belangrijke bijdrage hebben geleverd aan het economisch debat in die tijd.

## Samenvatting
Als gevolg van de wereldwijde olieprijsstijging ontstond er in de periode 1980-1984 ook in Nederland een financiële crisis. De toch al scheve verhouding tussen eigen en vreemd vermogen bij Nederlandse ondernemingen werd hierdoor ontwricht. Banken hadden een prikkel tot overcrediteren, omdat ze uitgebreid onderpand konden eisen voor hun krediet. De rente op staatsleningen ging naar 13%. De term doemdenken werd in die jaren geboren en er werd gesproken van een verloren generatie. 
Door faillissementen verdwenen 150.000 banen. Bedrijven ontvingen veel meer overheidssubsidie dan ze aan belasting betaalden. De staatsschuld verdubbelde tussen 1980 en 1985 bijna van 86 naar 160 miljard euro. Die Nederlandse periode wordt in dit boek beschreven en zo wordt duidelijk hoe in deze eeuw de mondiale Kredietcrisis is ontstaan. Een voorafgaande halvering van de buffereisen aan banken, overcreditering van bedrijven en onroerend goed, gevolgd door een implosie van de economie. Van de drie zelfstandige Nederlandse hypotheekbanken bleef er niet één over.

## Invloed op Faillissementswet
Hoewel het boek maandenlang op de bestsellerlijst stond en de conclusies onderwerp van een brede maatschappelijke discussie waren, bleef een politiek vervolg uit. Banken mochten de kredieten van hun faillerende klanten blijven aflossen uit de opbrengst van goederen die de leveranciers van het failliete bedrijf hadden geleverd maar die nog niet waren betaald. In reactie op kritiek uit de Kamer vonden achtereenvolgende ministers de positie van de leverancier voldoende beschermd door het eigendomsvoorbehoud, een afspraak tussen leverancier en afnemer die vastlegt dat de leverancier eigenaar blijft van geleverde goederen totdat ze betaald zijn. Het eigendomsvoorbehoud vervalt echter zodra een goed opgaat in een ander goed of als er iets wordt toegevoegd. In het economisch proces van waardetoevoeging is zulke vermenging, zaaksvorming en natrekking de regel, zodat het voorbehoud voor het overgrote deel van de bedrijvigheid in feite geen toepassing heeft.

## De Nederlandse crisis 1980-1984
In Nederland liep de werkloosheid in de beschreven periode hoger op dan in onze buurlanden. In Nederland kunnen banken echter vroeg al veel zekerheden stellen bij hun kredietverlening. Ook de niet betaalde handelsvoorraad kan als zekerheid aan de bank worden overgedragen. De leverancier heeft zo het nakijken. Banken, die veel zekerheden gesteld hebben gekregen, gaan te lang door met kredietverlening. Als de onderneming vervolgens failliet gaat, lijden de banken aanvankelijk nauwelijks schade. Toeleverende bedrijven vangen de klap op.
De onbetaalde rekeningen van de failliete bedrijven worden met behulp van het Centraal Bureau voor de Statistiek becijferd op 20,3 miljard gulden in de onderzochte periode, waarvan 11,7 miljard neerkomt bij het bedrijfsleven zelf. Boven op de 20,3 miljard schatten de auteurs nog een bedrag in van 12 miljard aan uitkeringen aan de werkloos geraakte werknemers uit die failliete bedrijven.
Koppelbazen werkten vanuit zogenoemde plof-bv’s. Het faillissement ervan is het vooropgezette doel. Toch incasseerden deze ongeorganiseerde misdadigers slechts 250 miljoen. De rest van de fraude, 1250 miljoen, was middels goedkopere arbeid terug aan de economie gegeven. De aankondiging van de Wet Ketenaansprakelijkheid maakte vanaf 1982 de arbeidsbemiddeling door koppelbazen lastiger.
De auteurs becijferen dat naast het miljard van de koppelbazen, er bij de andere faillissementen 11 miljard schade is ontstaan. Omdat de totale schade 20,3 miljard was, is er 8,3 miljard zoek. Ze komen tot de prikkelende conclusie dat dit bedrag al als negatief vermogen bij de bedrijven op de balans stond bij aanvang van de kredietverlening. Per 1 februari 1986 zou dan ook in Nederland de Europese deponeringsplicht voor de bedrijven gaan gelden bij de Kamer van Koophandel. De Nederlandse banken bleken kampioen in het stellen van zekerheden bij hun kredietverlening.
Nederlandse banken hebben reserveringen voor slechte debiteuren, de zogenaamde stroppenpot. De Nederlandsche Bank (DNB) houdt hier toezicht op. De auteurs toonden aan dat de gezamenlijke stroppenpot leeg was geraakt, zelfs negatief was geworden. De Rabobank bleek als enige bank wel een flinke stroppenpot te hebben van 2 tot 3 miljard gulden. 
Op 1 maart 1977 had DNB de kapitaalbuffers bij de banken verlaagd. De buffereisen werden meer dan gehalveerd, zo ging de woninghypotheekbuffer van 10% naar 3,3%. Leningen aan financiële instellingen van 16,66 naar 0%. Er volgden een aantal jaren van overmatige kredietverlening, vooral op de woningmarkt.
Door de lagere vereiste buffers schroefden de banken hun geldleningen op van 70 tot 120% van de aanschafwaarde van het onderpand. In de periode na 1979 daalden de woningprijzen met 30 tot 40%, hoofdzakelijk door de torenhoge rente die op staatsleningen op 13% piekte. Het totale hypothecair krediet van alle handelsbanken was destijds slechts 30 miljard gulden. Maar ze geraakten toch in grote moeilijkheden.
Ook de leningen aan hypotheekbanken waren sterk gestegen. De kleine Tilburgsche Hypotheekbank had 53 miljoen aan bankkrediet toen ze ten onder ging. De twee andere hypotheekbanken moesten worden gered, het Algemeen Burgerlijk Pensioenfonds schoot te hulp. 
Verzekeraars en banken mochten in het beschreven tijdvak nauwelijks belangen in elkaar aanhouden. De hypotheekbanken vonden intussen kopers. De Tilburgsche ging weliswaar failliet, maar de Rijkspostspaarbank kocht de Fries-Groningse Hypotheekbank en de WestlandUtrecht Hypotheekbank ging naar de verzekeraar Nationale-Nederlanden in samenwerking met het Algemeen Burgerlijk Pensioenfonds. 
De jongste uitvinding heet investment banking. In 1929, tijdens de beurskrach, bleek dit een ramp in de Verenigde Staten. Er volgde daar een wet die zulks verbood: De Glass-Steagall Act. Later in de vorige eeuw ontstonden zo de specifieke investment-banken zoals Goldman Sachs. In Nederland mogen banken niet meer dan 5% van het aandelenkapitaal van een onderneming bezitten. En als het fout gaat met het bedrijf verkoopt de bank het aandelenpakket weer tijdig op de beurs.
De overheid kwam met een Particuliere Garantieregeling. Deze regeling vergoedde 50% van de verliezen die particuliere kapitaalverschaffers op hun deelnemingen in bedrijven lijden. Banken richtten enthousiast eigen participatiemaatschappijen op. Het opruimen van winkeldochters werd ineens de helft goedkoper.
België heeft de bescherming van de leveranciers goed geregeld. Dat uit zich in een faillissementsschade, die 7x lager was dan in Nederland. In Italië is de ondernemer verplicht tijdig zijn eigen faillissement aan te vragen, op straffe van 2 jaar celstraf. Daarom blijft er in Italië in 7% van de gevallen nog geld over na een faillissement. In de twee landen zijn de publicatieverplichtingen al geruime tijd van kracht. Het Franse faillissementsrecht lijkt in de praktijk het meest op dat van ons. West-Duitsland en Engeland zitten ertussenin. In Nederland is de positie van leveranciers aan failliete bedrijven relatief bijzonder slecht.
Nederlandse bedrijven betalen al jaren geen belastingen meer. Dat wil zeggen, in 1983 betaalden ze 6,2 miljard belastingen en ontvangen aan steun- en subsidieregelingen 19,9 miljard terug. De faillissementsgolf bleek het gevolg van de overcreditering. De deponeringsplicht per 1-1-1985 biedt de leveranciers meer bescherming tegen onbetrouwbare klanten. Tegelijkertijd zijn de loonkosten in Nederland in de periode 1979-1984 sterk gedaald, zo sterk dat Nederland weer concurrerend is geworden.